# セッラーノ
セッラーノ（伊: Sellano）は、イタリア共和国ウンブリア州ペルージャ県にある、人口約1,000人の基礎自治体（コムーネ）。

## 地理

### 位置・広がり

#### 隣接コムーネ
隣接するコムーネは以下の通り。括弧内のMCはマチェラータ県所属を示す。
- カンペッロ・スル・クリトゥンノ
- チェッレート・ディ・スポレート
- フォリーニョ
- トレーヴィ
- ヴィッソ (MC)

### 気候分類・地震分類
セッラーノにおけるイタリアの気候分類 (it) および度日は、zona E, 2312 GGである。
また、イタリアの地震リスク階級 (it) では、zona 1 (sismicità alta) に分類される。

## 行政

### 分離集落
セッラーノには、以下の分離集落（フラツィオーネ）がある。
- Abruzzo, Apagni, Calcinaro, Cammoro, Casale, Casaletto, Ceseggi, Fonni, Forfi, Le Terne, Molini di Cammoro, Molini di Orsano, Montesanto, Orsano, Ottaggi, Piaggia, Postignano, Pupaggi, Renaro, San Martino, Setri, Vene, Villamagina, Vio